# Френско-шведски период на Тридесетгодишната война
Френско-шведският период продължава от 1635 до 1648 г. и представлява финален етап на Тридесетгодишната война. До този момент Франция е разчитала, че чрез субсидии ще мотивира чужди армии да воюват срещу Хабсбургите, тоест за нейните интереси. След поражението на шведите през Шведския период, тоест след битката при Ньордлинген става ясно, че това няма да доведе до успех. Официалното влизане на една католическа монархия на страната на протестантите се оценява като революционен дипломатически ход. Това въвлича Испания още повече, тъй като тъкмо на нея Франция е обявила война. В тясно сътрудничество шведи и французи печелят редица победи, с които пречупват силата на католиците: при Витщок, Брайтенфелд, Рокроа, Янкау, Ланс. Затова накрая тъкмо тези две сили се оказват най-печеливши от войната.

## Включването на Франция
Мирът в Прага от 30 май 1635 г. е сигнал за въздигането на Хабсбургите. Ако след победата над Дания през 1629 г. император Фердинанд II е арогантен и това личи от неговия Реституционен едикт, сега той е далеч по-компромисно настроен. Ясно му е, че не може да превърне Свещената римска империя в своя абсолютна монархия, но е убедил малките владетели, че той е достойният човек на престола. Също така се е отказал от намерението си да форсира контрареформацията и да направи германските земи изцяло католически. Разбрал е, че ще трябва да се примири с протестантството, ако иска мир в държавата си. Ето защо договорът е компромисен, той отменя Реституционния едикт и приема положението от 1627 г. за основополагащо. Всички принцове се съгласяват с предложението на императора, желаейки да се свърши с войната: Йохан Георг от Саксония, Георг Вилхелм от Бранденбург, Максимилиан от Бавария. По този начин те се отказват от съюза с Швеция и нейната намеса оттук нататък може да се счита за външна агресия. Само владетелят на Хесен-Касел остава неин съюзник.
Франция, управлявана в това време от кардинал Ришельо, е разтревожена от събитията. Тя продължава да вижда в Хабсбургите вековен враг и се опасява, че ще пропусне възможността да ги отслаби чрез съпротивата на протестантите. Става ясно, че трябва да се включи с всичките си сили. За кардинала френските национални интереси стоят над тези на католическата църква. Това негово разбиране се счита за революционно в историята на дипломацията. Франция все още може да разчита на шведите, решила е собствения си протестантски проблем (превземането на Ла Рошел и едикта от Але), а и разполага със значителни средства. На 19 май 1635 – двадесет дни преди мира в Прага – тя обявява война на Испания.

## Равновесие на силите
Първата работа на Ришельо е да уговори мир между Швеция и Полша, за да може силната армия на Ленарт Торстенсон да се придвижи спокойно в Германия. Полша поставя като изискване шведите да спрат да вземат две трети от таксите върху балтийските пристанища, което Франция компенсира с обещание за нови субсидии. След това кардиналът ангажира Бернхард фон Сакс-Ваймар срещу 1 млн. ливри на година да екипира 18 000-на армия. С нея опитният генерал трябва да брани френските интереси по Рейн и ако може, да минава в настъпление на изток. В същото време други френски сили окупират Лотарингия – най-близката имперска държава. Там още от 1552 г. Франция е получила правото да управлява епископствата Мец, Тул и Вердюн. С тази окупация започва дълъг процес по абсорбирането на областта в кралството, който ще завърши едва през втората половина на ХVІІІ в.
В началото на периода върховен шведски генерал в Германия е Йохан Банер. Той е притиснат от имперските сили начело с Матиаш Галас в Лузатия, но успява да се измъкне и да заеме силни позиции в много по-сигурните крайбрежни райони. Срещу Сакс-Ваймар потегля престолонаследникът Фердинанд, който вече е признат за унгарски крал, а скоро ще стане император под името Фердинанд III. Задачата му е да държи френските сили отвъд Рейн. Първите военни операции на Франция са провал. Тя опитва широкомащабна офанзива към Италия, Франш Конте и Артоа (тоест срещу испанските владения), но не постига нищо смислено. Така се стига до нашествието на католическите сили от пролетта на 1636 г. към Париж. Имперците навлизат от Франш-Конте, испанците от Нидерландия. За момент изглежда, че двете армии ще се съединят край столицата и тя ще стане незащитима. Но макар че годината е много тежка за французите и едва не коства поста на Ришельо, намеренията на враговете ѝ не се осъществяват. Те оплячкостват големи райони, но това не им носи никакви военин ползи.
1636 г. завършва с първата голяма битка за периода. При градчето Витщок на 6 септември около 20 000 шведи, англичани и шотландци побеждават имперските сили. Банер успява да обходи фланговете им, докато с помощта на превъзхождащата си артилерия центърът му удържа натиска на пехотата. В резултат шведите окупират Бранденбург и нахлуват в Саксония, откъдето са отблъснати. Тази победа обаче остава безплодна, тъй като скоро Банер трябва да отстъпи отново на север. Освен това към Галас се присъединява Фердинанд. Положението на шведите става съвсем опасно. И тук се проявява сътрудничеството между Франция и Швеция – в този критичен момент считаният за безсилен Сакс-Ваймар успява да разбие местните имперски сили при Рейнфелден. Фердинанд се принуждава да се върне преди да е развил успеха си, което спасява шведите от вероятен разгром. Въпреки всичко през декември 1638 г. френските войски превземат ключовата крепост Брайзах.

## Големите победи на Швеция и Франция
Сътрудничеството между двете държави и особено между двамата първи министри кардинал Ришельо и Аксел Оксенщиерна е официализирано първо с договора от Висмар през март 1636 г. Две години по-късно той е допълнен от нов договор – в Хамбург. Съществената разлика между двата текста е, че във втория се предвижда субсидия от 1 млн. ливри годишно за шведите заради техните военни усилия против Хабсбургите. Макар и скъпа, това ще се окаже една от най-добрите инвестиции на Ришельо.
В резултат от първия транш Оксенщиерна изпраща допълнителни 15 000 души в помощ на Банер и той минава в ново настъпление. Овладява цяла Померания и Мекленбург, а през 1639 г. се нарочва към Брауншвайг. Следващата му жертва е Саксония. Застанала сега на страната на императора, тя не може да се защити. На 14 април австрийска армия начело с брата на новия император пресреща шведите при град Хемниц, но претърпява поражение. Победителите напредват до Прага без да я атакуват, след което се връщат към балтийските брегове. Установеното надмощие кара част от северните принцове да се съюзят отново с Швеция. Пръв е новият бранденбургски курфюрст Фридрих Вилхелм, известен по-късно като Великият курфюрст. През 1642 г. най-после в Германия се появява Торстенсон. Този талантлив и дързък генерал (смятан за най-добър ученик на Густав Адолф) прегазва Саксония, нахлува в Чехия и превзема Оломюц. Към Саксония се насочва силна имперска армия. Начело стои отново братът на императора ерцхерцог Леополд, подкрепен от ветерана Отавио Пиколомини. В края на годината те се сблъскват с Торстенсон при Брайтенфелд – там, където единадесет години по-рано Густав ІІ Адолф разгромява армията на Тили. И сега победата е за шведите, докато католиците губят половината си армия. Тази битка има сериозни последици и първата е окончателното покоряване на Саксония от Торнстенсон.
Що се отнася до войната между Франция и Испания, след 1640 г. се забелязва поврат. Финансовият колапс и революциите в Португалия и Каталуния отнемат цялата испанска енергия и позволяват на французите да преминат в настъпление. Смъртта на Ришельо през декември 1642 г. не попречва на кампанията, защото за негов наследник веднага е назначен друг враг на Хабсбургите – италианецът кардинал Джулио Мазарини. Към това време идва първата покана от страна на Фердинанд ІІІ за преговори във Вестфалия, но съгласно уговорката си нито французите, нито шведите се отзовават. На 19 май 1643 г. се случва нещо, което още веднъж потвърждава военното превъзходство на съюзниците – край градчето Рокроа в Нидерландия един млад военен гений (само на 22 години) нанася позорно поражение на дотогава непобедимите испански терции. Това е Луи ІІ, херцог д'Енгиен, бъдещият маршал на Франция Великия Конде. Победата му не е нито внушителна, нито стратегически важна, но е символична. Тя е прелом в равновесието на силите в западна Европа. До този момент Испания е доминирала в международните отношения. Сега към това място се насочва Франция.

## Войната през 1644 и 1645 г.
Всички тези победи все още не сломяват съпротивата на католиците. Само няколко месеца по-късно една френска армия търпи съкрушително поражение при опита си да нахлуе в Бавария. Битката е при Тютинген и има неочакват резултат – тя за първи път извежда на преден план един друг военен талант на Франция, Анри дьо Тюрен. Той е находка на Мазарини и получава задачата да стабилизира френските акции по Рейн. Провалите на страната му в Германия трябва да престанат, ако иска да принуди Хабсбургите към изгоден мир. Работата на Тюрен обаче не е лека. През 1644 г. той се изправя срещу нова имперска армия в района на Констанцкото езеро. Нейният началник Франц фон Мерси е опитен и умело изолира по-малките сили на французина. Пред очите на Тюрен той превзема Фрайбург. Месец по-късно д'Енгиен подкрепя Тюрен и двамата влизат в жестока битка с Мерси близо до Фрайбург. Те не преодоляват позициите на католиците, но постигат достатъчен успех, за да могат спокойно да завземат крепостите на Долен Пфалц.
През 1643 г. датският крал Кристиан IV – лидер на протестантите в периода 1625 – 1629 г. – решава да нападне Швеция, възползвайки се от ангажиментите ѝ. Войната заплашва да прекрати кампаниите на Торстенсон в Германия, ако се проточи, но шведският генерал действа бързо и решително. Той изоставя обсадата на Бърно и се оказва на полуостров Ютланд. Окупира го, докато друга шведска армия начело с Густав Хорн атакува датските владения в Скандинавия. Кристиан ІV се оказва неспособен да ги отблъсне, въпреки че през цялата 1644 г. опитва различни варианти. Накрая той признава поражението си с договора в Брьомсебро (април 1645). Още преди това Торстенсон се връща в Германия, принуждава Галас да отстъпи на юг, нахлува в Моравия и месец преди датската капитулация разбива една рехава и неопитна имперска армия при Янкау, близо до Прага. Изведнъж той се оказва в позиция да диктува ситуацията в региона, но по неизвестни причини не се решава да нападне Виена. Когато по-късно опитва, вече са минали шест месеца и австрийците са се подготвили.
През 1645 г. се състои и друга важна битка. Отново един срещу друг са фон Мерси и Тюрен. Първоначално имперците имат надмощие и Тюрен се нуждае от помощта на херцог д'Енгиен. На 3 август те се изправят срещу германците при Алерхайм, но сблъсъкът е по-известен като втора битка при Ньордлинген. Тя започва чак привечер с атака на французите. В ожесточения бой херцогът губи два коня под себе си и е ранен, а лявото крило на армията му отстъпва в безредие. Той вече усеща поражението, но Тюрен на другото крило надделява, притиска центъра на фон Мерси и губещите получават надмощие. Час след началото фон Мерси е убит. Това пречупва духа на армията му и тя се изтегля без паника. Жертвите са равностойни, но победата е за Франция.

## Финалният щурм срещу Хабсбургите
От 1645 г. започва постепенното разпадане на имперската коалиция. Бавария и Саксония едновременно решават да опитат сепаративно напускане на войната. Пръв е Йохан Георг Саксонски, който през април 1646 г. подписва мира в Аленберг. В това време шведската армия начело с генерал Врангел и френската на Тюрен се съединяват в Тюрингия и се проразумяват за директна атака към Бавария. Страната е почти изцяло окупирана, с изключение на столицата и на крепостта Инголщат. Максимилиан І с неохота приема факта, че е изгубил играта и сключва мир в град Улм (март 1647). Сега Австрия изглежда обградена и обречена в своята съпротива, но едно неочаквано събитие отлага края. Холандците сключват примирие с Испания и освободената ѝ армия тръгва против Франция. Тюрен е повикан да предотврати нашествието и въпреки че по-голямата част от армията му отказва да го придружи, тя остава бездействена цяла година. На 17 май 1648 г. Тюрен отново е в Германия и се е съюзил с шведите. Император Фердинанд ІІІ използва времето, за да сглоби нова армия. Тя обаче се състои само от 10 000 души, докато съюзниците са 25 000. Битката се разиграва при Цусмархаузен в Бавария и завършва с пълна победа за Тюрен и Врангел.
Последната битка се състои при Ланс през август 1648 г. Там Великият Конде побеждава испанската армия и доказва две неща – престижа си на голям военачалник и нуждата от мир. Оттук нататък Хабсбургите могат да оказват съпротива само в крепостите. Тюрен напредва към Виена, а това обстоятелство повече от всичко друго заставя Фердинанд ІІІ да се съгласи с мира. Шведите атакуват Прага, а чехите, очевидно забравили, че те са били в началото на конфликта, се вдигат на ожесточена съпротива. Градът така и не се предава, докато не стават известни новините за сключените мирни договори. През октомври 1648 г. мирът бива оповестен и войната приключва.